# José Luis Silva (futbolista)
José Luis Silva Araya (San Bernardo, Provincia de Maipo, Santiago, Chile; 7 de enero de 1991) es un futbolista chileno. Juega como mediocampista y actualmente se encuentra en Lautaro de Buin de la Segunda División Profesional de Chile.

## Trayectoria
Estuvo cerca de ocho años en las inferiores de Universidad de Chile, donde destacó por su facilidad para sacarse jugadores, su capacidad de pase y por sobre todo el gol. Este volante de enganche, como el mismo se define, marcó 20 goles en la generación 91'. 
Hasta fines del 2008 jugó el campeonato sub-18 del fútbol chileno para cadetes, llegando los azules a la final, gracias al talento de jugadores como Mauricio Gómez, Matías Celis y Silva, siendo este último la figura de aquel equipo. Aquel año, el DT en ese entonces Arturo Salah, lo hizo debutar en el primer equipo, en un partido frente a Cobresal, en donde ingresó cuando expiraba la segunda mitad y obtuvo muy buenas críticas, señalándolo como un jugador con carácter y por supuesto con mucho futuro. Marcó su primer gol en Primera División el 21 de mayo de 2009, en un partido contra Cobresal, jugado en El Salvador y válido por el  Torneo de Apertura. Debutó por Copa Libertadores en el duelo de la U contra la Universidad Católica, correspondiente al grupo 8 de la Copa Libertadores 2010.
Para el Clausura 2011 es enviado a préstamo a Everton de Viña del Mar, tras las escasas oportunidades que tuvo para jugar en el cuadro universitario. 
De ahí en más solo préstamos y fichajes en varios clubes como Rangers, O'Higgins de Rancagua, Magallanes, Deportes Iquique, Curicó Unido y Cobreloa, teniendo además un muy breve paso de medio año por Grecia.
Actualmente, regresó como préstamo por 6 meses a Curicó Unido, que ascendió a la Primera División.

## Clubes
| Club                    | País   | Año       |
| ----------------------- | ------ | --------- |
| Universidad de Chile    | Chile  | 2008-2011 |
| Everton de Viña del Mar | Chile  | 2011      |
| Rangers                 | Chile  | 2012      |
| O'Higgins               | Chile  | 2012      |
| GS Kallithea            | Grecia | 2013      |
| Magallanes              | Chile  | 2013-2014 |
| Deportes Iquique        | Chile  | 2014-2015 |
| Curicó Unido            | Chile  | 2015-2016 |
| Cobreloa                | Chile  | 2016-2017 |
| Curicó Unido (cedido)   | Chile  | 2017      |
| Cobreloa                | Chile  | 2018      |
| Deportes La Serena      | Chile  | 2019      |
| Deportes Puerto Montt   | Chile  | 2020-2021 |
| Rangers de Talca        | Chile  | 2021      |
| Lautaro de Buin         | Chile  | 2022-Act. |

## Títulos

### Torneos nacionales
| Título           | Club                 | País  | Año    |
| ---------------- | -------------------- | ----- | ------ |
| Primera División | Universidad de Chile | Chile | 2009-A |
| Primera División | Universidad de Chile | Chile | 2011-A |